# Péter Nádas
Péter Nádas (Budapest, 14 de octubre de 1942) es un escritor, dramaturgo y ensayista húngaro.

## Biografía
Péter Nádas está catalogado por la crítica especializada como uno de los escritores europeos más importantes, candidato en varias ocasiones al Premio Nobel de Literatura. Inició estudios de periodismo y fotografía a los diecinueve años. En la segunda mitad de la década de los sesenta, fue contratado en calidad de redactor por una revista de Budapest. Tras la publicación de diversos libros de relatos, vio la luz su primera novela, El final de una saga (1977). Su segunda novela, El libro del Recuerdo (1986) le tomó doce años al autor. En este libro Nádas intercala las voces de tres personajes: un escritor húngaro de Berlín Oriental que oscila entre el recuerdo de su padre y la pasión por un poeta alemán; un hombre obsesionado con la belleza, que vive en el Imperio austrohúngaro durante la Belle Époque y un amigo del protagonista principal de la historia.
En esta novela Nádas crea vínculos entre las distintas existencias de los personajes, lo que le valió la comparación de la crítica con el gran escritor francés Marcel Proust. Su novela más reciente es Historias Paralelas (2005), una pluralidad de argumentos conjugados en una sola singularidad narrativa. Costó a su autor casi dos décadas para terminarla y se ha descrito como un híbrido entre el hiperrealismo de la narrativa decimonónica y un experimento de nouveau roman donde interactúan cuerpos y acciones unas con otras. 
Su narrativa ha sido descrita como intelectual, exigente, innovadora, con una voz propia y poderosa. Nádas ha recibido distintos premios europeos, destacando asimismo su inclusión entre los favoritos para el Premio Nobel de Literatura.

## Traducciones al castellano
- Nádas, Peter, trad. Adan Kovacsics. La propia muerte. Barcelona: Temporal, 2022.
- Nádas, Peter, trad. Adan Kovacsics. Melancolía. Barcelona: Temporal, 2023.
- Nádas, Peter, trad. Adan Kovacsics. Almanaque. Barcelona: Temporal, 2024.